# إمكه دوبليتزر
إيمك دوبليتزر (بالألمانية: Imke Duplitzer) (و. 1975  م) هي مبارزة بالسيف ألمانية، ولدت في كارلسروه، هي عضوةٌ تحالف '90 / الخضر، شاركت في الألعاب الأولمبية الصيفية 2008، والألعاب الأولمبية الصيفية 2004، والألعاب الأولمبية الصيفية 2012، والألعاب الأولمبية الصيفية 2000.

## مناصب
تولت منصب Vorstand ‏، LSVD+ ‏.

## وصلات خارجية
- إمكه دوبليتزر على موقع IMDb (الإنجليزية)
- إمكه دوبليتزر على موقع الاتحاد الدولي للمبارزة (الإنجليزية)
- إمكه دوبليتزر على موقع الاتحاد الأوروبي للمبارزة (الإنجليزية)
- إمكه دوبليتزر على موقع اللجنة الأولمبية الدولية (الإنجليزية)
- إمكه دوبليتزر على موقع أوليمبيديا (الإنجليزية)
- إمكه دوبليتزر على موقع اللجنة الأولمبية الألمانية (الألمانية)
- إمكه دوبليتزر في قاعدة بيانات الأفلام على الإنترنت
- إمكه دوبليتزر  على موقع SportsReference  - سبورتس رفرنس